# Jacques Filleul
Pour les articles homonymes, voir Filleul (homonymie).
Ne pas confondre avec Jean-Jacques Filleul.
Jacques Filleul, né le 25 septembre 1924 à Lyon et mort le 29 juillet 2017 à Francheville, est un musicologue, un enseignant de la musique ainsi qu'un espérantiste français.

## Biographie
Instituteur, puis professeur agrégé de musique, il est également titulaire d'un doctorat en musicologie consacré à la théorie de la musique. Il enseigne en particulier au lycée Jean-Perrin de Lyon.
Il était également professeur d'espéranto, auteur d'une brochure intitulée L'esperanto : un facteur de l'avenir européen.
Jacques cofonda en 1948 le groupe Vive la Vie du centre laïque des auberges de la Jeunesse sur les pentes de la Croix Rousse à Lyon aux côtés de son ami Roger Raoul Rocher. Leur bulletin Révoltes éditait des fiches de chants et danses dont il éditait la musicologie. Ce groupe était engagé dans le pacifisme et l'espérantisme.
Dans les années quatre-vingt, il présida l'œuvre des enfants de la ville de Lyon, fondée au XIXe siècle par des francs-maçons, laquelle décernait chaque année des bourses d'études à de jeunes apprentis ou étudiants présentant un projet professionnel « à la gloire du Travail ».

## Œuvres
- L'esperanto : un facteur de l'avenir européen, Lyon, CERL, 1991, 24 p.
- Il est également l'auteur de 24 œuvres musicales déclarées à la SACEM[1] ainsi que de plusieurs ouvrages de solfège.
- On trouve une soixantaine d'œuvres musicales publiées sous son nom dans la catalogue de la Bibliothèque nationale, parues entre 1986 et 1991.
- Fraternité, site mvmm.org du Musée virtuel de la musique maçonnique